# Louis Leynia de La Jarrige
Pour les articles homonymes, voir Lajarrige.
 (mai 2020).
Si vous disposez d'ouvrages ou d'articles de référence ou si vous connaissez des sites web de qualité traitant du thème abordé ici, merci de compléter l'article en donnant les références utiles à sa vérifiabilité et en les liant à la section « Notes et références ».
Léonard Marie Louis de Leynia de Lajarrige connu sous le nom de Louis de Lajarrige, né le 5 juin 1873 à Chamboulive et mort le 1er juin 1933 , est un journaliste, peintre animalier et un illustrateur de livres pour enfants et pour la presse humoristique.

## Biographie

### Famille et vie privée
Les Leynia sont issus d’une ancienne famille bourgeoise du Limousin. Le grand père Léonard (1802-1884) est receveur des établissements de bienfaisance de Tulle, époux d’Adèle de Tournemine. 
Le père Louis Franck (1841 Corrèze - 1916 Treignac) est percepteur des contributions directes. Il épouse en 1871 Marie Forest de Faye qui apporte le château de Boisse à Treignac. Ils auront six fils : Louis l’aîné ; Jacques ; Jean (1875-1951) père de l’acteur Bernard Lajarrige ; Henri, médecin militaire ; Philippe ; Guillaume.
Son oncle est le général Louis Henry Leynia de Lajarrige (1837-1898).
Louis épouse à Paris en 1901 Marie Reuilly. Le couple aura deux filles, Odette et Monique, et un fils Georges. Les deux filles seront comme leur père dessinatrices dans L'Almanach du chasseur et La Semaine de Suzette.

### Formation
Louis de Lajarrige est élève des Arts décoratifs puis des Beaux-Arts.

### Carrière
Employé à la Compagnie des chemins de fer de l'Est, il collabore avec le Lemouzi et confie quelques dessins à de petits périodiques.
En 1896, il illustre le recueil de poésies limousines d’Alfred Marpillat Per s’esclaffar. À partir de 1898, divers journaux et revues comme La Caricature lui achètent ses dessins.
Sa carrière d’illustrateur de presse pour enfants débute vers 1905 avec le Jeudi de la jeunesse édité par Tallandier.
Mobilisé en 1914, il travaille dans un service auxiliaire du fait de sa mauvaise santé, et c'est à cette époque qu'il commence à donner des récits illustrés à La Semaine de Suzette.
À partir de 1921, il travaille pour  Lisette. Cette même année, il commence à fournir des illustrations animalières pour différents livres sur la chasse, ayant peint depuis des années des aquarelles de chasse. 
En 1925, il publie son premier livre avec Lucien Jouenne La Chasse. Il va alors confier des articles sur les chiens et sur la chasse à de nombreuses revues spécialisées, comme Le Sport universel illustré ou Le Chasseur français, et sera rédacteur en chef de Rustica et de L’Almanach du chasseur.
Il est également professeur à l'École des gardes-chasse de Rambouillet.
Il exposa au Salon des humoristes ainsi qu'à des salons animaliers et cynégétiques.

### Décoration
- 1933 : chevalier de la Légion d’honneur

## Œuvres

### Comme illustrateur
- Alfred Marpillat, Per s’esclaffar, 1896
- Robert Dommanget, Le Dressage de Fram chien d'arrêt Le dressage de Turc chien de défense, 1926
- Jean Rodillon, La Chasse aujourd’hui, 1925
- Claude Saint-Ogan, L’Exil de Suzanne, 1921

### Comme auteur
- Manuel pratique de l'amateur de chiens (chasse, garde, utilité, agrément) élevage - dressage - cyanophilie - hygiène - maladies - traitements, préface du comte Justinien Clary, Paris, Garnier frères, 1933
- La Chasse, avec Lucien Jouenne, 1925
- Poil et plume, texte et illustrations, éditions du Prieuré, 1933-1934